# Liste des résolutions du Conseil de sécurité des Nations unies sur la Yougoslavie
Cet article dresse une liste des résolutions du Conseil de sécurité des Nations unies concernant la Yougoslavie .

## Yougoslavie
La Yougoslavie (Jugoslavija dans les langues slaves, en cyrillique Југославија, signifiant pays des Slaves du Sud en serbo-croate) était le nom d'un État ayant existé sous différentes formes entre 1918 et 2003 et ayant regroupé les actuels pays de Slovénie, Croatie, Bosnie-Herzégovine, Monténégro, Serbie, Macédoine, ainsi que le Kosovo, région autonome de la Serbie dont l'indépendance auto-proclamée le 17 février 2008 n'est reconnue que partiellement par la communauté internationale.
La Yougoslavie est un des membres fondateurs de l'organisation des Nations unies.
- Résolution 12 : incidents à la frontière nord de la Grèce (adoptée le 10 décembre 1946 lors de la 82e séance).
- Résolution 15 : incidents à la frontière nord de la Grèce (adoptée le 19 décembre 1946 lors de la 87e séance).
- Résolution 16 : territoire libre de Trieste (adoptée le 10 janvier 1947 lors de la 91e séance).
- Résolution 17 : incidents à la frontière nord de la Grèce (adoptée le 10 février 1947 lors de la 101e séance).
- Résolution 23 : incidents à la frontière nord de la Grèce (adoptée le 18 avril 1947 lors de la 131e séance).
- Résolution 28 : incidents à la frontière nord de la Grèce (adoptée le 6 août 1947 lors de la 177e séance).
- Résolution 34 : retrait de la question grecque des sujets dont le conseil de sécurité est saisi (adoptée le 15 septembre 1947 lors de la 202e séance).
- Résolution 713 : république fédérative socialiste de Yougoslavie (adoptée le 25 septembre 1991).
- Résolution 721 : république fédérative socialiste de Yougoslavie (adoptée le 27 novembre 1991).
- Résolution 724 : république fédérative socialiste de Yougoslavie (adoptée le 15 décembre 1991).
- Résolution 727 : république fédérative socialiste de Yougoslavie (adoptée le 8 janvier 1992).
- Résolution 740 : république fédérative socialiste de Yougoslavie (adoptée le 7 février 1992).
- Résolution 743 : république fédérative socialiste de Yougoslavie (adoptée le 21 février 1992).
- Résolution 749 : république fédérative socialiste de Yougoslavie (adoptée le 7 avril 1992).
- Résolution 760 : république fédérale de Yougoslavie (adoptée le 18 juin 1992).
- Résolution 762 : ex-Yougoslavie (adoptée le 30 juin 1992).
- Résolution 769 : ex-Yougoslavie (adoptée le 7 août 1992).
- Résolution 771 : ex-Yougoslavie (adoptée le 13 août 1992).
- Résolution 777 : république fédérale de Yougoslavie (adoptée le 19 septembre 1992).
- Résolution 780 : ex-Yougoslavie (adoptée le 6 octobre 1992).
- Résolution 808 : tribunal (Ex-Yougoslavie) (adoptée le 22 février 1993).
- Résolution 820 : Bosnie-Herzégovine. Établissant des sanctions contre la république fédérative de Yougoslavie (Serbie et Monténégro) à la suite de la guerre en ex-Yougoslavie. La Cour européenne des droits de l'homme s'abstiendra d'examiner la légalité de cette résolution lors de son arrêt Bosphorus, 2005. (adoptée le 17 avril 1993).
- Résolution 821 : république fédérative de Yougoslavie (adoptée le 28 avril 1993).
- Résolution 827 : tribunal (ex-Yougoslavie) (adoptée le 25 mai 1993).
- Résolution 843 : ex-Yougoslavie (adoptée le 18 juin 1993).
- Résolution 847 : ex-Yougoslavie (adoptée le 30 juin 1993).
- Résolution 855 : république fédérative de Yougoslavie (adoptée le 9 août 1993).
- Résolution 857 : tribunal (ex-Yougoslavie) (adoptée le 20 août 1993).
- Résolution 869 : ex-Yougoslavie (adoptée le 30 septembre 1993).
- Résolution 870 : ex-Yougoslavie (adoptée le 1er octobre 1993).
- Résolution 871 : ex-Yougoslavie (adoptée le 1er octobre 1993).
- Résolution 877 : tribunal (ex-Yougoslavie) (adoptée le 21 octobre 1993).
- Résolution 913 : situation en Bosnie-Herzégovine, en particulier dans la zone de sécurité de Goražde (Bosnie-Herzégovine) et du règlement de la situation politique dans l'ex-Yougoslavie.
- Résolution 936 : création d’un tribunal international chargé de poursuivre les personnes présumées responsables de violations graves du droit international humanitaire commises sur le territoire de l’ex-Yougoslavie.
- Résolution 947 : force de protection des Nations unies (FORPRONU-prorogation)
- Résolution 967 : Yougoslavie (autorisation exportation sérum antidiphtérique).
- Résolution 992 : la navigation sur le Danube (autorise les navires de la république fédérative de Yougoslavie à utiliser les écluses)
- Résolution 992 : la navigation sur le Danube (autorise les navires de la république fédérative de Yougoslavie à utiliser les écluses)
- Résolution 998 : la Force de protection des Nations unies (création d'une capacité de réaction rapide au sein de la FORPRONU).
- Résolution 1019 : la situation dans l’ex-Yougoslavie (condamnation des violations du droit humanitaire et des droits de l’homme en ex-Yougoslavie).
- Résolution 1021 : la situation dans l’ex-Yougoslavie (mécanisme selon lequel l'embargo sur les armes cessera en ex-Yougoslavie)
- Résolution 1022 : la situation dans l’ex-Yougoslavie (suspension indéfinie des sanctions contre la république fédérative socialiste de Yougoslavie à condition qu’elle signe les accords de Dayton)
- Résolution 1047 : la nomination du procureur des Tribunaux internationaux pour l’ex-Yougoslavie et pour le Rwanda
- Résolution 1074 : la situation dans l’ex-Yougoslavie
- Résolution 1104 : tribunal pénal international pour l'ex-Yougoslavie
- Résolution 1126 : tribunal pénal international pour l'ex-Yougoslavie
- Résolution 1166 : tribunal international sur le territoire de l'ex-Yougoslavie.
- Résolution 1191 : tribunal international pour l'ex-Yougoslavie.
- Résolution 1207 : tribunal international pour l'ex-Yougoslavie.
- Résolution 1239 : ses résolutions 1160 de 1998, 1199 de 1998 et 1203 de 1998 du Conseil de sécurité.
- Résolution 1259 : la procureur du Tribunal international chargé de juger les personnes présumées responsables de violations graves du droit international humanitaire commises sur le territoire de l'ex-Yougoslavie et du Tribunal international pour le Rwanda.
- Résolution 1326 : admission d'un nouveau membre : la république fédérale de Yougoslavie.
- Résolution 1340 : tribunal pénal international pour l'ex-Yougoslavie.
- Résolution 1345 : lettre datée du 4 mars 2001, adressée au président du Conseil de sécurité par le représentant permanent de l'ancienne république yougoslave de Macédoine auprès de l'Organisation des Nations unies (S/2001/191).
- Résolution 1350 : tribunal pénal international pour l'ex-Yougoslavie.
- Résolution 1367 : la résolution 1160 du Conseil de sécurité, en date du 31 mars 1998.
- Résolution 1411 : tribunal pénal international pour l’ex-Yougoslavie et Tribunal Pénal International pour le Rwanda.
- Résolution 1481 : tribunal pénal international pour l'ex-Yougoslavie.
- Résolution 1503 : Tribunal Pénal International pour l'ex-Yougoslavie et Tribunal pénal international pour le Rwanda.
- Résolution 1504 : tribunal pénal international pour l'ex-Yougoslavie.
- Résolution 1534 : tribunal Pénal International pour l'ex-Yougoslavie et Tribunal Pénal International pour le Rwanda.
- Résolution 1567 : tribunal pénal international chargé de juger les personnes accusées de violations graves du droit international humanitaire commises sur le territoire de l'ex-Yougoslavie depuis 1991 ; Établissement de la liste des candidats aux fonctions de juge permanent.
- Résolution 1581 : tribunal pénal international chargé de juger les personnes accusées de violations graves du droit international humanitaire commises sur le territoire de l’ex-Yougoslavie depuis 1991.
- Résolution 1597 : tribunal pénal international chargé de juger les personnes accusées de violations graves du droit international humanitaire commises sur le territoire de l’ex-Yougoslavie depuis 1991.
- Résolution 1613 : tribunal pénal international chargé de juger les personnes accusées de violations graves du droit international humanitaire commises sur le territoire de l’ex-Yougoslavie depuis 1991.
- Résolution 1629 : tribunal pénal international chargé de juger les personnes accusées de violations graves du droit international humanitaire commises sur le territoire de l’ex-Yougoslavie depuis 1991.
- Résolution 1660 : tribunal pénal international chargé de juger les personnes accusées de violations graves du droit international humanitaire commises sur le territoire de l’ex-Yougoslavie depuis 1991.
- Résolution 1668 : tribunal pénal international chargé de juger les personnes accusées de violations graves du droit international humanitaire commises sur le territoire de l’ex-Yougoslavie depuis 1991.
- Résolution 1775 : tribunal international chargé de juger les personnes accusées de violations graves du droit international humanitaire commises sur le territoire de l’ex-Yougoslavie depuis 1991.
- Résolution 1786 : tribunal international chargé de juger les personnes accusées de violations graves du droit international humanitaire commises sur le territoire de l’ex-Yougoslavie depuis 1991.
- Résolution 1800 : tribunal international chargé de juger les personnes accusées de violations graves du droit international humanitaire commises sur le territoire de l’ex-Yougoslavie depuis 1991.
- Résolution 1837 : tribunal international chargé de juger les personnes accusées de violations graves du droit international humanitaire commises sur le territoire de l’ex-Yougoslavie depuis 1991.
- Résolution 1849 : tribunal international chargé de juger les personnes accusées de violations graves du droit international humanitaire commises sur le territoire de l’ex-Yougoslavie depuis 1991.
- Résolution 1877 : tribunal international chargé de juger les personnes accusées de violations graves du droit international humanitaire commises sur le territoire de l’ex-Yougoslavie depuis 1991.
- Résolution 1900 : tribunal international chargé de juger les personnes accusées de violations graves du droit international humanitaire commises sur le territoire de l’ex-Yougoslavie depuis 1991.
- Résolution 1915 : tribunal international chargé de juger les personnes accusées de violations graves du droit international humanitaire commises sur le territoire de l’ex-Yougoslavie depuis 1991.
- Résolution 1931 : tribunal international chargé de juger les personnes accusées de violations graves du droit international humanitaire commises sur le territoire de l’ex-Yougoslavie depuis 1991.
- Résolution 1954 : tribunal international chargé de juger les personnes accusées de violations graves du droit international humanitaire commises sur le territoire de l’ex-Yougoslavie depuis 1991 (adoptée le 14 décembre 2010).
- Résolution 1966 : tribunal international chargé de juger les personnes accusées de violations graves du droit international humanitaire commises sur le territoire de l’ex-Yougoslavie depuis 1991. Tribunal pénal international chargé de juger les personnes accusées d’actes de génocide ou d’autres violations graves du droit international humanitaire commis sur le territoire du Rwanda et les citoyens rwandais accusés de tels actes ou violations commis sur le territoire d’États voisins entre le 1er janvier et le 31 décembre 1994 (adoptée le 22 décembre 2010).
- Résolution 1993 : tribunal international chargé de juger les personnes accusées de violations graves du droit international humanitaire commises sur le territoire de l’ex-Yougoslavie depuis 1991 (adoptée le 29 juin 2011).
- Résolution 2007 : tribunal international chargé de juger les personnes accusées de violations graves du droit international humanitaire commises sur le territoire de l’ex-Yougoslavie depuis 1991 (adoptée le 14 septembre 2011).
- Résolution 2038 : tribunal international chargé de juger les personnes accusées de violations graves du droit international humanitaire commises sur le territoire de l’ex-Yougoslavie depuis 1991. tribunal international chargé de juger les personnes accusées d’actes de génocide ou d’autres violations graves du droit international humanitaire commis sur le territoire du Rwanda et les citoyens rwandais accusés de tels actes ou violations commis sur le territoire d’États voisins entre le 1er janvier et le 31 décembre 1994 (adoptée le 29 février 2012).
- Résolution 2081 : Tribunal international chargé de juger les personnes accusées de violations graves du droit international humanitaire commises sur le territoire de l’ex-Yougoslavie depuis 1991 (adoptée le 17 décembre 2012 lors de la 6889e séance).
- Résolution 2130 : Tribunal international chargé de juger les personnes accusées de violations graves du droit international humanitaire commises sur le territoire de l’ex-Yougoslavie depuis 1991, adoptée le 18 décembre 2013 lors de la 7088e séance).
- Résolution 2193 : Tribunal international chargé de juger les personnes accusées de violations graves du droit international humanitaire commises sur le territoire de l’ex-Yougoslavie depuis 1991 (adoptée le 18 décembre 2014 lors de la 7348e séance)
- Résolution 2256 : Tribunal international chargé de juger les personnes accusées de violations graves du droit international humanitaire commises sur le territoire de l’ex-Yougoslavie depuis 1991 - Tribunal international chargé de juger les personnes accusées d’actes de génocide ou d’autres violations graves du droit international humanitaire commis sur le territoire du Rwanda et les citoyens rwandais accusés de tels actes ou violations commis sur le territoire d’États voisins entre le 1er janvier et le 31 décembre 1994 (adoptée le 22 décembre 2015).
- Résolution 2269 : Tribunal international chargé de juger les personnes accusées de violations graves du droit international humanitaire commises sur le territoire de l’ex-Yougoslavie depuis 1991. Tribunal international chargé de juger les personnes accusées d’actes de génocide ou d’autres violations graves du droit international humanitaire commis sur le territoire du Rwanda et les citoyens rwandais accusés de tels actes ou violations commis sur le territoire d’États voisins entre le 1er janvier et le 31 décembre 1994 (adoptée le 29 février 2016).
- Résolution 2306 : Tribunal international chargé de juger les personnes accusées de violations graves du droit international humanitaire commises sur le territoire de l’ex-Yougoslavie depuis 1991 (adoptée le 6 septembre 2016).
- Résolution 2329 : Tribunal international chargé de juger les personnes accusées de violations graves du droit international humanitaire commises sur le territoire de l’ex Yougoslavie depuis 1991 (adoptée le 19 décembre 2016).